# Musée national de Nara
Le musée national de Nara (奈良国立博物館, Nara kokuritsu hakubutsukan), fondé en 1889 et ouvert au public en 1895, est un important musée d'art situé à Nara au Japon (ancienne capitale au VIIIe siècle). Il possède des fonds particulièrement riches sur l’art bouddhique. Le musée agit également comme maison d’édition et publie divers ouvrages académiques ainsi que le Bulletin du musée national de Nara (Rokuon zasshū) depuis 1999.
En mars 2011, les fonds propres du musée comptent 1827 pièces (dont treize trésors nationaux), auxquelles il faut ajouter 1947 pièces en prêt (dont 52 trésors nationaux).

## Historique

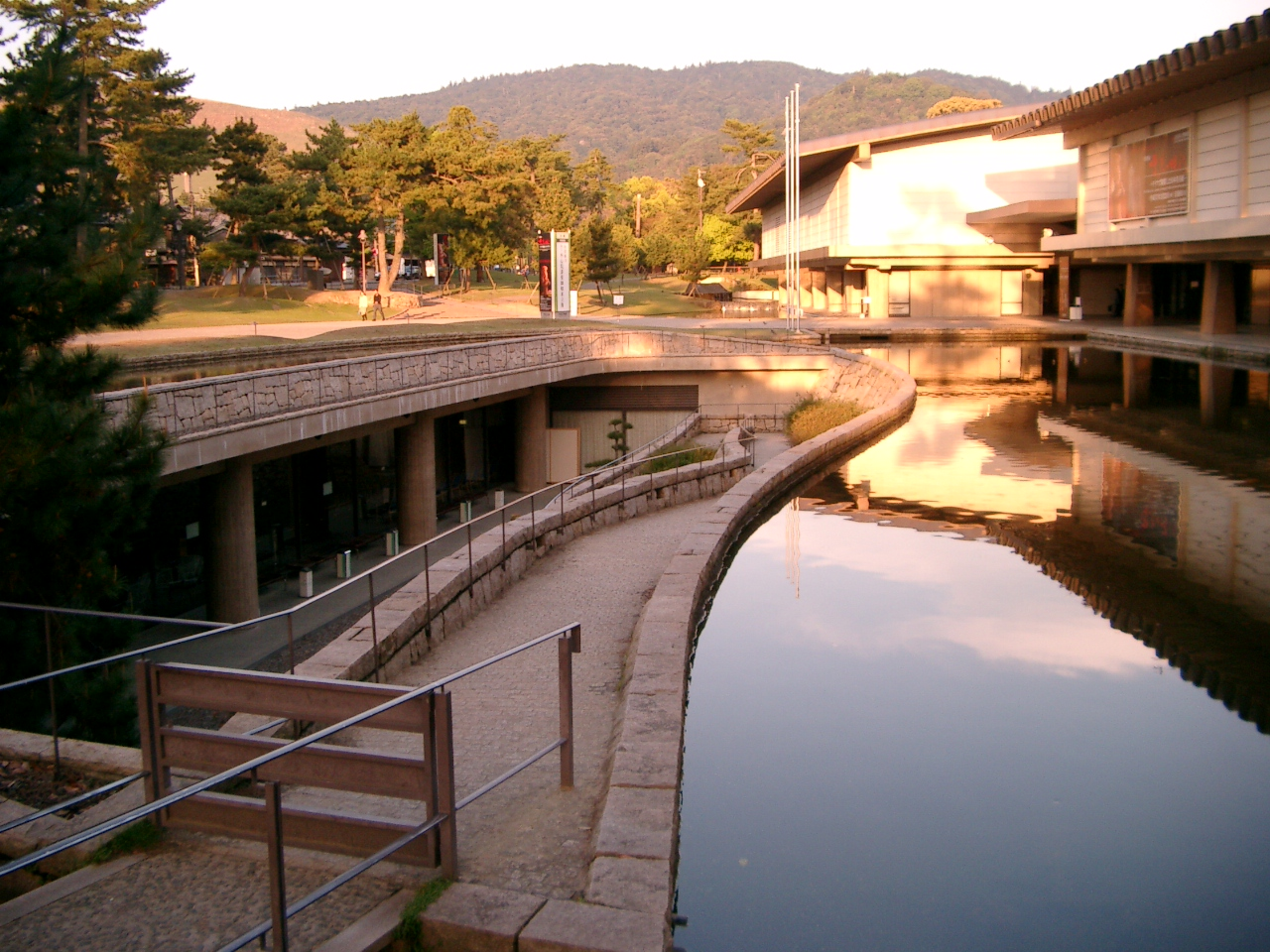
Partie moderne : ailes Ouest et Est, ainsi que le passage souterrain.

C’est en 1889 qu’est officiellement établi le musée impérial de Nara, dont le bâtiment construit sous l’égide de Katayama Tōkuma est typique de l’architecture européenne en vogue sous la restauration Meiji. Outre les exigences impériales, un des objectifs de la création du musée était aussi de favoriser les études sur les arts bouddhiques anciens, dont la région de Nara est le berceau au Japon. L’ensemble s’étale sur une ancienne partie du Kōfuku-ji, au bout de l’actuel parc de Nara. Les premières expositions sont présentées en 1895. En 1952, le musée devient le musée national de Nara, nom actuel, à la suite de la réorganisation de la gestion des affaires culturelles de l’État quelques années plus tôt. Dans la seconde moitié du XXe siècle, plusieurs agrandissements ont lieu : l’aile Ouest en 1972, la bibliothèque d’art bouddhique en 1980, enfin l’aile Est et le passage souterrain reliant anciens et nouveaux bâtiments en 1997. À la suite de restructurations en 2007, le musée est placé sous la responsabilité de l’Institut national pour l’héritage culturel, tout comme les trois autres musées nationaux.
L’exposition annuelle du trésor du Shōsō-in, qui dure un peu plus d’une semaine, attire traditionnellement un grand nombre de visites, 299 294 en 2009 (pour 635 042 au total sur la même année).

## Collections
Les collections du musée profitent de l’important patrimoine religieux de Nara, ancienne capitale politique et religieuse, dont notamment les temples bouddhistes comme le Tōdai-ji, le Hōryū-ji ou le Yakushi-ji. Les pièces exposées vont pour l’essentiel du début du VIe siècle (arrivée approximative du bouddhisme ou Japon) jusqu’à la fin de l’époque médiévale (environ XIVe).
Le bâtiment principal abrite des collections sur la sculpture bouddhique (essentiellement de l’ancien Japon, plus quelques pièces de Chine et de Corée), des objets rituels en bronze et des masques de théâtre. L’aile Est accueille les expositions temporaires et l’exposition annuelle du trésor du Shōsō-in (trésor du Tōdai-ji), quant à l’aile Ouest, elle offre un large aperçu sur diverses formes d’arts japonais (peinture, calligraphie, artisanat, vestiges archéologiques) parmi les fonds du musée (en rotation). Plusieurs trésors nationaux sont détenus par le musée, comme un des Rouleaux des enfers, des calligraphies du Nihon Shoki et de sūtra, le Jōdo mandara-zu, les Peintures pour chasser les démons, la broderie de Sakyamuni...
Outre les expositions, le musée héberge aussi un centre de conservation et de restauration, une vaste bibliothèque consacrée à l’art bouddhique (80 000 livres ou périodiques et 128 000 photographies), ainsi qu’une maison de thé (Hassōan) de l’époque d’Edo dans le jardin.

## Galerie

Broderie de Shakyamuni (Shishū Shaka nyorai seppōzu, VIIIe)
Carte des rizières de l'ancien village de Naruto (province d'Etchū, VIIIe)
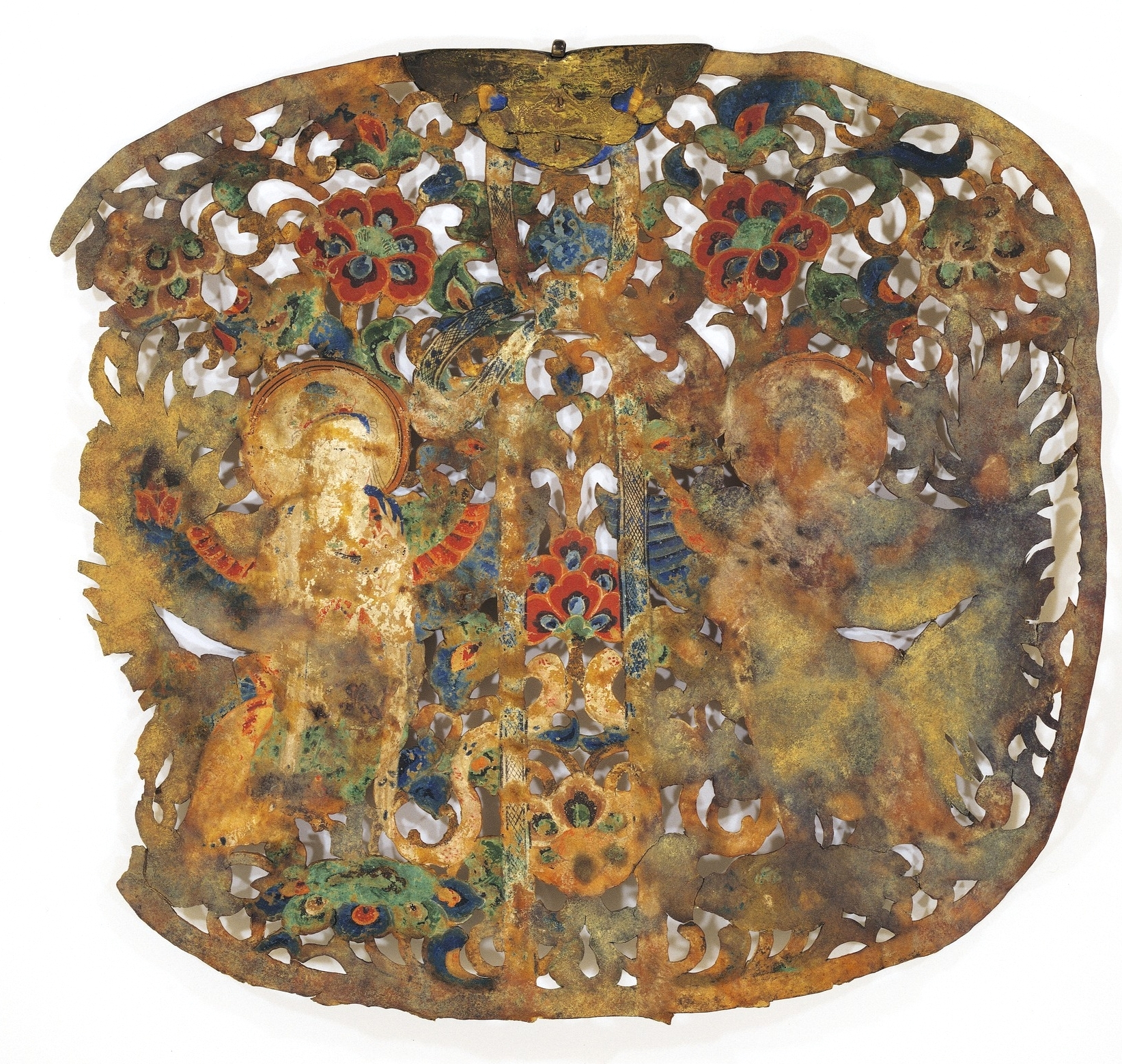
Ornement en cuir (gohikeman, XIe)
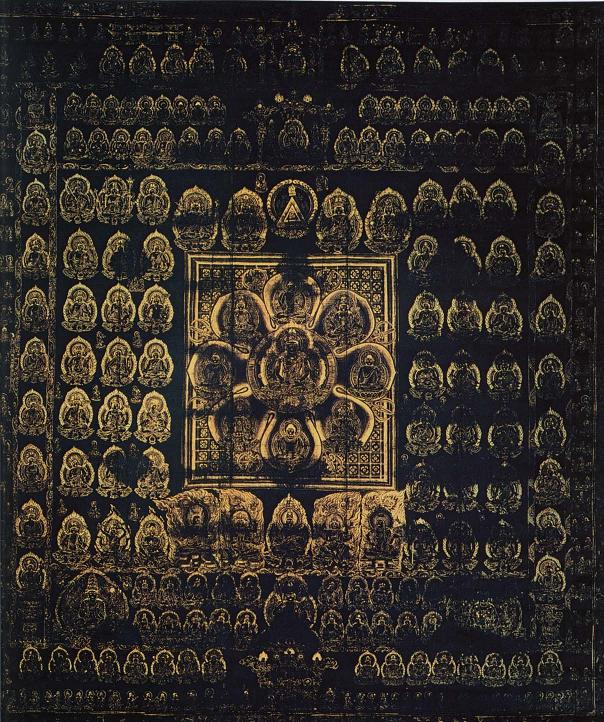
Mandala du Monde de la matrice (Taizōkai, XIe)
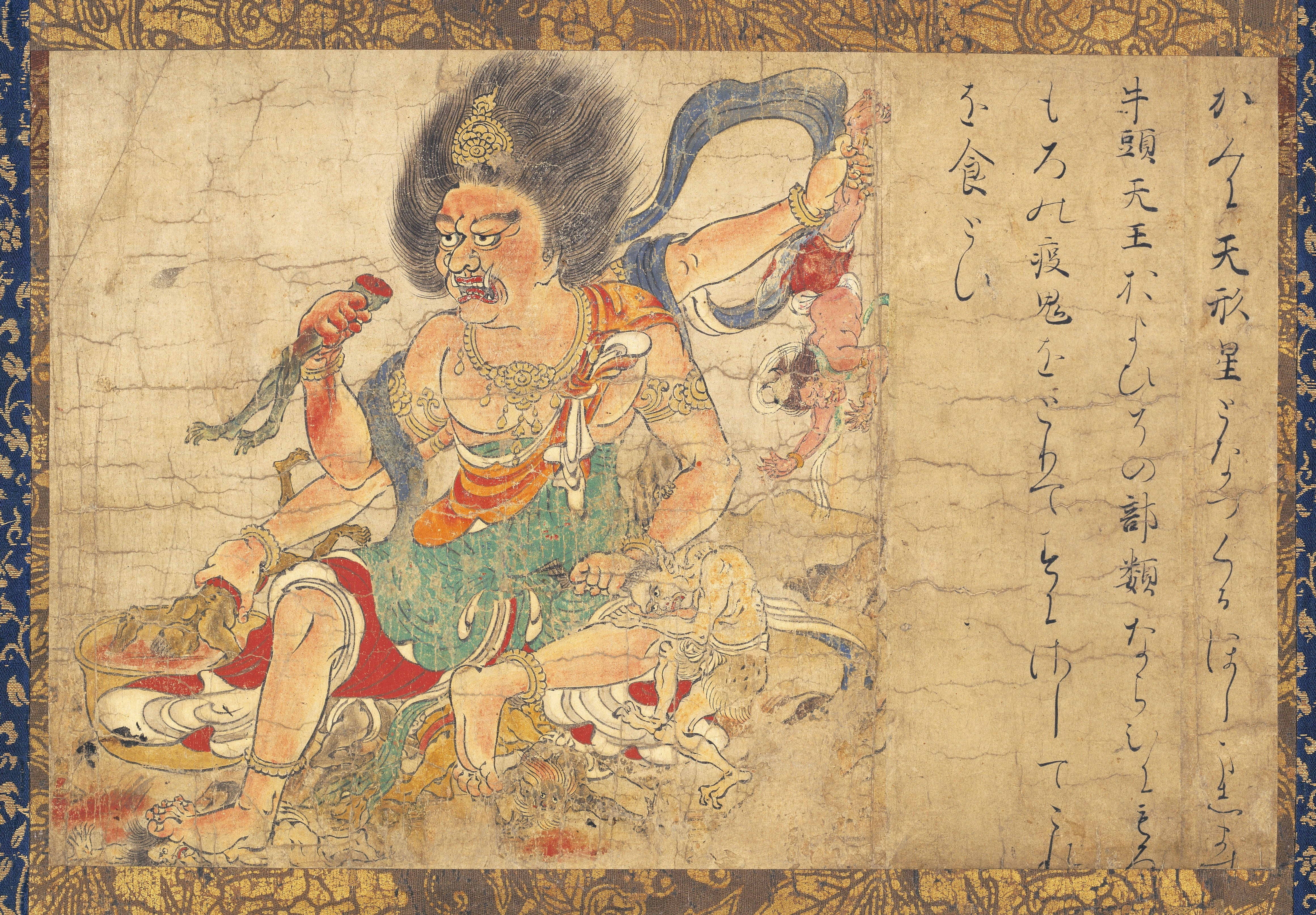
Peintures pour chasser les démons (XIIe)

## Sources et références
1. 1 2  (en) Javier Pes et al., « Exhibition and museum attendance figures 2009 », The Art Newspaper, no 212,‎ avril 2010, p. 23 (lire en ligne)
2. 1 2 3 4  (en) « Nara National Museum (rapport 2011, chapitre III) », Institut national pour l’héritage culturel (consulté le 15 septembre 2011)
3. ↑  (en) « Publications », musée national de Nara (consulté le 15 septembre 2011)
4. ↑  (en) Patricia Jane Graham, Faith and power in Japanese Buddhist art, 1600-2005, University of Hawaii Press, 2007, 353 p. (ISBN 978-0-8248-3191-2, lire en ligne), p. 202
5. 1 2  (en) John H. Martin et Phyllis G. Martin, Nara : a cultural guide to Japan’s ancient capital, Tuttle Publishing, 1993, 184 p. (ISBN 978-0-8048-1914-5, lire en ligne), p. 24-25
6. ↑  « Guide français du musée », musée national de Nara (consulté le 15 septembre 2011)
7. ↑  (en) « Buddhist Art Library », musée national de Nara (consulté le 15 septembre 2011)